# L-Stein

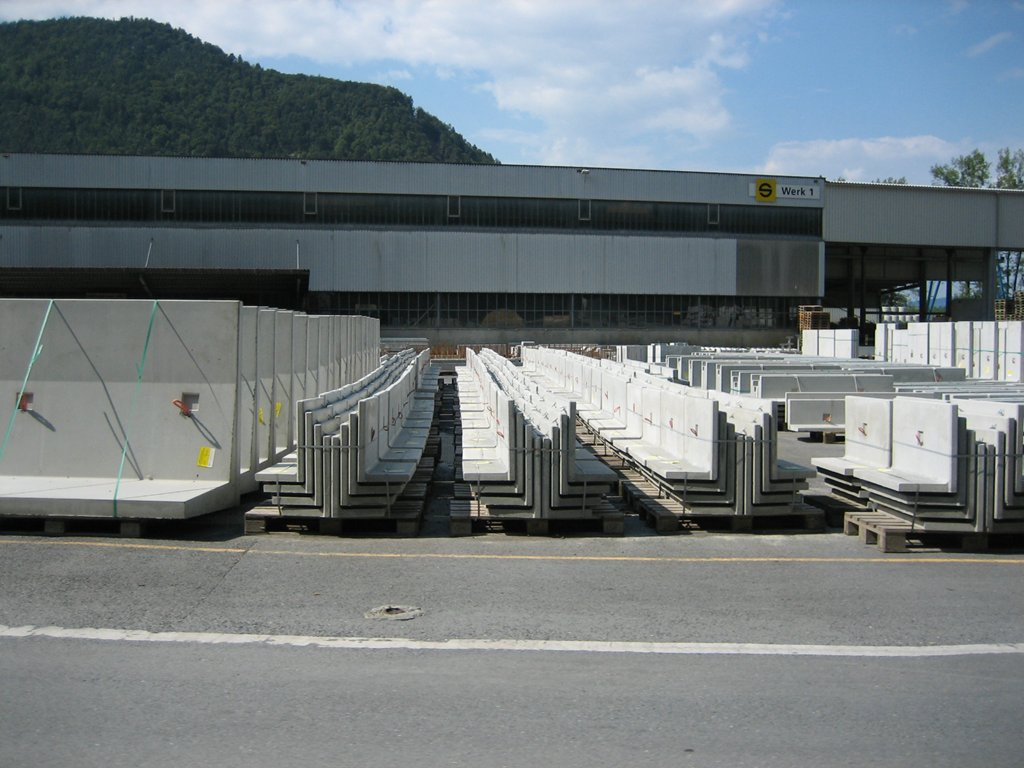
L-Steine, gelagert im Herstellerwerk

Als L-Stein oder Winkelstein (oft auch fachlich nicht korrekt (Stuttgarter) Mauerscheibe genannt) werden L-förmige und mit Stahl bewehrte Betonfertigteilelemente bezeichnet, die sich zu einer Winkelstützwand zusammensetzen lassen. Sie werden überwiegend im Verkehrswege- und Landschaftsbau zum Abfangen von Böschungen und zum Abstützen kleinerer Geländesprünge verwendet. Die Vorderseite kann entweder als Sichtbetonoberfläche oder mit einem Natursteinmauervorsatz gestaltet sein. Die Höhe üblicher L-Steine reicht von rund 50 cm bis zu 3 m. 
Die Hersteller verfügen in der Regel über fertige Typenstatiken, die für die gängigen Lastfälle und Bodenkennwerte herangezogen werden können.

## L-Stein-Zange
Die L-Stein-Zange wird zum Versetzen von L-Steinen benutzt. Sie kann so eingestellt werden, dass der Winkelstein stets senkrecht hängt. 
Mithilfe einer Rundschlinge (oder „Schlupf“) kann die Zange, zum Beispiel mit einem Bagger oder Radlader, angehoben werden, um die Steine zu bewegen und zu setzen.